# Kuwae
Kuwae es una caldera submarina entre las islas Epi y Tongoa en Vanuatu. La caldera Kuwae atraviesa el flanco del volcán Tavani Ruru en Epi y el extremo noroccidental de Tongoa.
El volcán submarino Karua, uno de los volcanes más activos de Vanuatu, está cerca del borde septentrional de la caldera Kuwae.

## Historia geológica
Las islas Tongoa y Epi alguna vez formaron parte de una isla más grande llamada Kuwae. El folclore local habla de una erupción cataclísmica que dividió la isla en dos islas más pequeñas con una caldera ovalada de 12 x 6 km entre ambas. El colapso asociado con la formación de la caldera pudo haber sido hasta de 1100 m. Cerca de 32 a 39 km³ de magma fue expulsado, haciendo de la erupción del Kuwae una de as más grandes en los últimos 10,000 años.
En núcleos de hielo de la Antártida y Groenlandia, se revela una erupción o serie de erupciones importantes como un pico en las concentraciones de sulfato, lo que muestra que la liberación en forma de partículas fue más alta que cualquier otra erupción registrada en esa época. Además, los análisis en los núcleos de hielo colocaron el evento a finales de 1452 o principios de 1453.
El volumen de materia expulsada fue seis veces mayor que la erupción del monte Pinatubo de 1991, y habría causado un enfriamiento severo en todo el planeta los tres años posteriores. El vínculo entre el pico de azufre, y la caldera Kuwae se cuestiona en un estudio de 2007 por el geólogo Károly Németh, que propone la caldera Tofua como una fuente alternativa.

### Actividad reciente
Desde la erupción de 1452, la caldera Kuwae ha tenido varias erupciones menores con índices de explosividad volcánica (VEIs) de 0 a 3. La última erupción confirmada ocurrió el 4 de febrero de 1974. Tuvo un VEI de 0, y fue una erupción submarina que formó una nueva isla.
La caldera Kuwae ha formado varias islas. Durante la erupción de 1897 a 1901, se formó una isla de 1 km de longitud y 15 m de altura, que desapareció 6 meses después. En la erupción de 1948 a 1949 se formó una isla y se generó un cono de 1.6 km de diámetro y 100 m de alto; esta isla duró menos de un año. Todas las islas formadas desaparecieron por la acción del oleaje y por movimientos en el suelo de la caldera. En 1959 y 1971, la última isla reapareció por un corto tiempo. La última estructura permaneció como una isla hasta 1975.
La actividad actual del Kuwae es solo de fumarolas submarinas intermitentes que manchan el agua de color amarillo. Por encima del volcán, burbujas de sulfuro de hidrógeno alcanzan la superficie.

## Consecuencias climáticas del evento de 1452 a 1453
La erupción del Kuwae se ha relacionado con el segundo pulso de la Pequeña Edad de Hielo, que había comenzado dos siglos antes con una serie de cuatro erupciones no identificadas.
Un estudio del doctor Kevin Pang, del Laboratorio de Propulsión a Reacción (JPL), se basó en evidencias encontradas en anillos de unos árboles, núcleos de hielo, y en registros históricos de civilizaciones europeas y chinas. Paneles de roble de retratos británicos tenían anillos anormalmente estrechos de 1453 a 1455.[cita requerida]
En Suecia, los diezmos de cereales se redujeron a cero debido a la pérdida de las cosechas; los pinos de bristlecone del oeste de Estados Unidos muestran daños por heladas en 1453; y el crecimiento de árboles europeos y chinos se  atrofió entre 1453 y 1957.[cita requerida]
Códices aztecas describen heladas otoñales en 1453 que afectaron la agricultura en todo el centro de México.
De acuerdo a la historia de la dinastía Ming, en China, en la primavera de 1453 "la nieve continua dañó los cultivos de trigo". Más tarde ese mismo año, cuando el polvo obscurecía la luz del día, "cayeron varios pies de nieve en seis provincias; decenas de miles de personas murieron congeladas."
A principios de 1454 "nevó por cuarenta días al sur del río Yangtzé y muchos murireron por frío y hambre." Lagos y ríos se congelaron, y el mar Amarillo se congeló 20 km desde la costa.